# 毛家店站
毛家店站是一个京哈线上的铁路车站，位于辽宁省昌图县毛家店镇，建于1911年，目前为四等站，邮政编码为112508。目前客运：办理旅客乘降；行李、包裹托运；货运：办理整车货物发到。